# Keenan Tracey
Keenan Tracey (* 22. Juli 1991 in Kanada) ist ein kanadischer Schauspieler.

## Leben
Keenan Tracey wurde im Juli 1991 in Kanada als Sohn von dem Schauspieler Ian Tracey geboren. Tracey ist Musiker und spielt Gitarre, Schlagzeug und Klavier.
Tracey gab 2010 sein Schauspieldebüt im Film Der 16. Wunsch, in dem er die Rolle des Logan Buchanan spielte. Es folgten Gastauftritte in Eureka – Die geheime Stadt und Fringe – Grenzfälle des FBI. Anschließend war er in den Fernsehfilmen Ein Hund namens Duke und Kiss at Pine Lake. 2012 war er als böser Stiefbruder Andrew in dem Nickelodeon-Fernsehfilm Rags an der Seite von Max Schneider und Keke Palmer zu sehen. Er war in zwei Folgen der Brandon Gilbride in Arctic Air und erhielt die Nebenrolle in Bates Motel. In der Fernsehserie war er von 2013 bis 2014 als Gunner zu sehen.
2013 erschien der Fernsehfilm The Hunters – Auf der Jagd nach dem verlorenen Spiegel mit Tracey in der Hauptrolle. Außerdem ist er seit April 2013 in der Fernsehserie Rogue zu sehen. 2014 folgte eine Nebenrolle als Sterling in der The-CW-Science-Fiction-Fernsehserie The 100.

## Filmografie
- 2010: Der 16. Wunsch (16 Wishes, Fernsehfilm)
- 2010: Eureka – Die geheime Stadt (Eureka, Fernsehserie, Episode 4x04)
- 2011: Fringe – Grenzfälle des FBI (Fringe, Fernsehserie, Episode 3x21)
- 2011: Ein Hund namens Duke (Duke, Fernsehfilm)
- 2012: Kiss at Pine Lake (Fernsehfilm)
- 2012: Rags (Fernsehfilm)
- 2012, 2013: Arctic Air (Fernsehserie, 2 Episoden)
- 2013–2014: Rogue (Fernsehserie, 6 Episoden)
- 2013: Battleforce – Angriff der Alienkrieger (Independence Daysaster, Fernsehfilm)
- 2013–2016: Bates Motel (Fernsehserie, 14 Episoden)
- 2013: The Hunters – Auf der Jagd nach dem verlorenen Spiegel (The Hunters, Fernsehfilm)
- 2014: Janette Oke: Die Coal Valley Saga (When Calls the Heart, Fernsehserie, 2 Episoden)
- 2014: Motive (Fernsehserie, Episode 2x05)
- 2014: The 100 (Fernsehserie, 7 Episoden)
- 2015: The Returned (Fernsehserie, 8 Episoden)
- 2016: Supernatural (Fernsehserie, Episode 12x05)
- 2017: iZombie (Fernsehserie, Episode 4x03)
- 2019: Polaroid
- 2021: Debris (Fernsehserie, 2 Episoden)
- 2021: Day of the Dead (Fernsehserie, 10 Episoden)
- 2022: Devil in Ohio (Miniserie, 3 Episoden)